# Hoplodrina atlantis
Hoplodrina atlantis là một loài bướm đêm trong họ Noctuidae.